# Sterne über dem Eis
Sterne über dem Eis ist ein deutscher Fernsehfilm von Sigi Rothemund aus dem Jahr 2009. Neben Michael Fitz und Birge Schade sind die Hauptrollen mit Horst Sachtleben und Franziska Schlattner besetzt.

## Handlung
Der Meeresbiologe Martin Schell plant eine Polarexpedition. Die Journalistin, die über die Expedition berichten soll, ist Martins Jugendliebe Nina. Ein weiteres Problem ist Martins Vater, den seine Schwester ungeplant für drei Wochen bei ihm abliefert. Das Verhältnis zu seinem Vater war noch nie gut und, nachdem er ihn kurzerhand in einer altersgerechten Pflegeeinrichtung unterbringen will, reißt der agile, eigenwillige Rentner dort aus und mogelt sich als angeblicher Reporter mit auf das Forschungsschiff. Dort wird er schnell von Martin entdeckt und mit Erlaubnis des Kapitäns auch an Bord behalten.
Zwischen Martins Freundin Doreen, die mit auf dem Schiff ist und Nina ergeben sich schon bald Spannungen, denn Doreen bemerkt die Blicke zwischen den beiden. Martins Vater versucht zudem das alte Feuer wieder anzufachen, denn er mochte Nina schon damals. Martin bemüht sich zu ihr eine professionelle Distanz zu wahren, doch sucht er unbewusst immer öfter ihre Nähe. Nina allerdings ist relativ abweisend und möchte, dass Martin sich aus ihrem Leben raushält. Auf private Fragen, wie nach einem Freund, oder ihrer Tochter, antwortet sie nur knapp. Martin hatte sie seinerzeit mit einer anderen Frau betrogen, was bis heute Nachwirkungen zeigt. Sie kämpft gegen ihre alten Gefühle an, doch als Martin ihr gesteht, wie leid ihm das alles leid tue, ist eine Versöhnung nahe. Auch Doreen erkennt immer mehr, wie aussichtslos es ist, gegen eine alte Liebe anzukämpfen.
Gerade jetzt erleidet Martins Vater einen Herzinfarkt und wird mit einem Hubschrauber in eine Klinik geflogen. In seinem Koffer findet sich ein Brief, in dem er sich mit seinem Sohn aussöhnt. Er hatte die Polarreise sehr genossen und ahnte, dass seine Zeit knapp werden könnte, um noch Frieden mit Martin schließen zu können. Er hat immer darunter gelitten, dass sein Sohn den von ihm mühsam aufgebauten Installationsbetrieb nicht übernehmen wollte, sondern lieber studierte. Erst an Bord des Schiffes war ihm bewusst geworden, wie richtig es war, dass Martin seinen eigenen Weg gegangen ist. Da Martin seinen Vater ins Krankenhaus begleitet hat, nutzt er seinen Besuch auf dem Festland und sucht Ninas Tochter auf, die für die Zeit der Polarexpedition von ihrer Mutter in der Obhut eines Nachbarn gelassen wurde. Nachdem er Julia nach ihrem Geburtsdatum fragt ist ihm klar, dass er ihr Vater sein muss.
Als Nina von der Expedition zurückkehrt, muss sie sich von ihrer Tochter fragen lassen, warum sie sie all die Jahre belogen und um ihren Vater betrogen hatte. Kurzerhand verlässt Julia heimlich die Wohnung und besucht Martin im Institut, da sie diese Adresse in den Unterlagen ihrer Mutter gefunden hatte. Martin ist unsicher, was er tun soll, doch sein wieder genesender Vater bestärkt ihn und er macht Nina einen Heiratsantrag.

## Produktionsnotizen, Veröffentlichung
Gedreht wurde der Film in Hamburg, Kiel und Spitzbergen. Es handelt sich um eine Produktion der hager moss film mit freundlicher Unterstützung des Leibniz-Instituts für Meereswissenschaften, Kiel.
Sterne über dem Eis hatte am 4. Dezember 2009 seine Premiere im Programm der ARD Das Erste.

## Rezeption

### Einschaltquote
Bei der Erstausstrahlung von Sterne über dem Eis am 4. Dezember 2009 im Ersten wurde der Film in Deutschland von insgesamt 4,60 Millionen Zuschauern gesehen und erreichte einen Marktanteil von 15,4 Prozent.

### Kritik
Rainer Tittelbach von tittelbach.tv wertete lobend: „Eine alte, verlorene Liebe, die wieder aufkeimt. Man hat es tausende Male gesehen, doch so wie in ‚Sterne über dem Eis‘ noch nicht! Die Banalität des dramaturgischen Großen und Ganzen wird [von den Akteuren] in wunderbar intimen Szenen beiläufig weggespielt.“
Für das Lexikon des internationalen Films war Sterne über dem Eis eine „aufwändig inszenierte (Fernseh-)Romanze von der Stange um die üblichen großen Gefühle, die mit humorigen Einlagen unterfüttert werden“.